# Gran Premio motociclistico delle Americhe 2023
Il Gran Premio motociclistico delle Americhe 2023 è stato la terza prova del motomondiale del 2023. Le vittorie nelle tre classi sono andate a: Francesco Bagnaia in sprint e Álex Rins nella gara della MotoGP, Pedro Acosta in Moto2 e Iván Ortolá in Moto3.
Per Ortolá si tratta della prima vittoria nel contesto del motomondiale.

## MotoGP

### Sprint

#### Arrivati al traguardo
| Pos. | Nº | Pilota                | Squadra                     | Motocicletta       | Giri | Tempo     | Griglia | Punti |
| ---- | -- | --------------------- | --------------------------- | ------------------ | ---- | --------- | ------- | ----- |
| 1º   | 1  | Francesco Bagnaia     | Ducati Lenovo               | Ducati Desmosedici | 10   | 20'35.270 | 1º      | 12    |
| 2º   | 42 | Álex Rins             | LCR Honda Castrol           | Honda RC213V       | 10   | +2.545    | 2º      | 9     |
| 3º   | 89 | Jorge Martín          | Prima Pramac Racing         | Ducati Desmosedici | 10   | +4.706    | 12º     | 7     |
| 4º   | 41 | Aleix Espargaró       | Aprilia Racing              | Aprilia RS-GP      | 10   | +5.052    | 6º      | 6     |
| 5º   | 33 | Brad Binder           | Red Bull KTM Factory Racing | KTM RC16           | 10   | +8.175    | 11º     | 5     |
| 6º   | 72 | Marco Bezzecchi       | Mooney VR46 Racing          | Ducati Desmosedici | 10   | +8.877    | 5º      | 4     |
| 7º   | 10 | Luca Marini           | Mooney VR46 Racing          | Ducati Desmosedici | 10   | +9.453    | 3º      | 3     |
| 8º   | 88 | Miguel Oliveira       | CryptoData RNF              | Aprilia RS-GP      | 10   | +10.768   | 15º     | 2     |
| 9º   | 43 | Jack Miller           | Red Bull KTM Factory Racing | KTM RC16           | 10   | +12.448   | 10º     | 1     |
| 10º  | 12 | Maverick Viñales      | Aprilia Racing              | Aprilia RS-GP      | 10   | +12.739   | 8º      |       |
| 11º  | 5  | Johann Zarco          | Prima Pramac Racing         | Ducati Desmosedici | 10   | +14.251   | 9º      |       |
| 12º  | 36 | Joan Mir              | Repsol Honda                | Honda RC213V       | 10   | +14.988   | 13º     |       |
| 13º  | 30 | Takaaki Nakagami      | LCR Honda Idemitsu          | Honda RC213V       | 10   | +15.592   | 17º     |       |
| 14º  | 21 | Franco Morbidelli     | Monster Energy Yamaha       | Yamaha YZR-M1      | 10   | +16.534   | 14º     |       |
| 15º  | 25 | Raúl Fernández        | CryptoData RNF              | Aprilia RS-GP      | 10   | +19.290   | 19º     |       |
| 16º  | 37 | Augusto Fernández     | GasGas Factory Racing Tech3 | KTM RC16           | 10   | +23.128   | 20º     |       |
| 17º  | 49 | Fabio Di Giannantonio | Gresini Racing              | Ducati Desmosedici | 10   | +25.626   | 16º     |       |
| 18º  | 6  | Stefan Bradl          | Repsol Honda                | Honda RC213V       | 10   | +25.787   | 21º     |       |
| 19º  | 20 | Fabio Quartararo      | Monster Energy Yamaha       | Yamaha YZR-M1      | 10   | +27.169   | 7º      |       |
| 20º  | 94 | Jonas Folger          | GasGas Factory Racing Tech3 | KTM RC16           | 10   | +46.973   | 22º     |       |

#### Ritirati
| Nº | Pilota        | Squadra        | Motocicletta       | Giri | Griglia |
| -- | ------------- | -------------- | ------------------ | ---- | ------- |
| 73 | Álex Márquez  | Gresini Racing | Ducati Desmosedici | 6    | 4º      |
| 51 | Michele Pirro | Ducati Lenovo  | Ducati Desmosedici | 5    | 18º     |

### Gara

#### Arrivati al traguardo
| Pos. | Nº | Pilota                | Squadra                     | Motocicletta       | Giri | Tempo     | Griglia | Punti |
| ---- | -- | --------------------- | --------------------------- | ------------------ | ---- | --------- | ------- | ----- |
| 1º   | 42 | Álex Rins             | LCR Honda Castrol           | Honda RC213V       | 20   | 41'14.649 | 2º      | 25    |
| 2º   | 10 | Luca Marini           | Mooney VR46 Racing          | Ducati Desmosedici | 20   | +3.498    | 3º      | 20    |
| 3º   | 20 | Fabio Quartararo      | Monster Energy Yamaha       | Yamaha YZR-M1      | 20   | +4.936    | 7º      | 16    |
| 4º   | 12 | Maverick Viñales      | Aprilia Racing              | Aprilia RS-GP      | 20   | +8.318    | 8º      | 13    |
| 5º   | 88 | Miguel Oliveira       | CryptoData RNF              | Aprilia RS-GP      | 20   | +9.989    | 15º     | 11    |
| 6º   | 72 | Marco Bezzecchi       | Mooney VR46 Racing          | Ducati Desmosedici | 20   | +12.049   | 5º      | 10    |
| 7º   | 5  | Johann Zarco          | Prima Pramac Racing         | Ducati Desmosedici | 20   | +12.242   | 9º      | 9     |
| 8º   | 21 | Franco Morbidelli     | Monster Energy Yamaha       | Yamaha YZR-M1      | 20   | +20.399   | 14º     | 8     |
| 9º   | 49 | Fabio Di Giannantonio | Gresini Racing              | Ducati Desmosedici | 20   | +27.981   | 16º     | 7     |
| 10º  | 37 | Augusto Fernández     | GasGas Factory Racing Tech3 | KTM RC16           | 20   | +28.217   | 20º     | 6     |
| 11º  | 51 | Michele Pirro         | Ducati Lenovo               | Ducati Desmosedici | 20   | +32.370   | 18º     | 5     |
| 12º  | 94 | Jonas Folger          | GasGas Factory Racing Tech3 | KTM RC16           | 20   | +1'08.065 | 22º     | 4     |
| 13º  | 33 | Brad Binder           | Red Bull KTM Factory Racing | KTM RC16           | 20   | +1'23.012 | 11º     | 3     |

#### Ritirati
| Nº | Pilota            | Squadra                     | Motocicletta       | Giri | Griglia |
| -- | ----------------- | --------------------------- | ------------------ | ---- | ------- |
| 6  | Stefan Bradl      | Repsol Honda                | Honda RC213V       | 18   | 21º     |
| 30 | Takaaki Nakagami  | LCR Honda Idemitsu          | Honda RC213V       | 11   | 17º     |
| 36 | Joan Mir          | Repsol Honda                | Honda RC213V       | 8    | 13º     |
| 1  | Francesco Bagnaia | Ducati Lenovo               | Ducati Desmosedici | 7    | 1º      |
| 43 | Jack Miller       | Red Bull KTM Factory Racing | KTM RC16           | 6    | 10º     |
| 25 | Raúl Fernández    | CryptoData RNF              | Aprilia RS-GP      | 6    | 19º     |
| 73 | Álex Márquez      | Gresini Racing              | Ducati Desmosedici | 0    | 4º      |
| 41 | Aleix Espargaró   | Aprilia Racing              | Aprilia RS-GP      | 0    | 6º      |
| 89 | Jorge Martín      | Prima Pramac Racing         | Ducati Desmosedici | 0    | 12º     |

## Moto2

### Arrivati al traguardo
| Pos. | Nº | Pilota                  | Squadra                     | Motocicletta | Giri | Tempo     | Griglia | Punti |
| ---- | -- | ----------------------- | --------------------------- | ------------ | ---- | --------- | ------- | ----- |
| 1º   | 37 | Pedro Acosta            | Red Bull KTM Ajo            | Kalex        | 16   | 34'42.879 | 2º      | 25    |
| 2º   | 14 | Tony Arbolino           | Elf Marc VDS Racing         | Kalex        | 16   | +0.146    | 8º      | 20    |
| 3º   | 64 | Bo Bendsneyder          | Pertamina Mandalika SAG     | Kalex        | 16   | +5.851    | 4º      | 16    |
| 4º   | 52 | Jeremy Alcoba           | QJMotor Gresini             | Kalex        | 16   | +6.049    | 10º     | 13    |
| 5º   | 12 | Filip Salač             | QJMotor Gresini             | Kalex        | 16   | +7.462    | 3º      | 11    |
| 6º   | 54 | Fermín Aldeguer         | Beta Tools SpeedUp          | Boscoscuro   | 16   | +7.668    | 11º     | 10    |
| 7º   | 21 | Alonso López            | Beta Tools SpeedUp          | Boscoscuro   | 16   | +7.715    | 5º      | 9     |
| 8º   | 40 | Arón Canet              | Pons Wegow Los40            | Kalex        | 16   | +8.078    | 7º      | 8     |
| 9º   | 13 | Celestino Vietti        | Fantic Racing               | Kalex        | 16   | +11.114   | 1º      | 7     |
| 10º  | 18 | Manuel González         | Correos Prepago Yamaha VR46 | Kalex        | 16   | +12.561   | 9º      | 6     |
| 11º  | 35 | Somkiat Chantra         | Idemitsu Honda Team Asia    | Kalex        | 16   | +13.607   | 15º     | 5     |
| 12º  | 75 | Albert Arenas           | Red Bull KTM Ajo            | Kalex        | 16   | +14.001   | 13º     | 4     |
| 13º  | 22 | Sam Lowes               | Elf Marc VDS Racing         | Kalex        | 16   | +20.054   | 18º     | 3     |
| 14º  | 71 | Dennis Foggia           | Italtrans Racing            | Kalex        | 16   | +22.990   | 14º     | 2     |
| 15º  | 79 | Ai Ogura                | Idemitsu Honda Team Asia    | Kalex        | 16   | +28.820   | 17º     | 1     |
| 16º  | 16 | Joe Roberts             | Italtrans Racing            | Kalex        | 16   | +31.893   | 16º     |       |
| 17º  | 84 | Zonta van den Goorbergh | Fieten Olie Racing GP       | Kalex        | 16   | +34.734   | 21º     |       |
| 18º  | 4  | Sean Dylan Kelly        | American Racing             | Kalex        | 16   | +34.934   | 22º     |       |
| 19º  | 33 | Rory Skinner            | American Racing             | Kalex        | 16   | +42.540   | 24º     |       |
| 20º  | 72 | Borja Gómez             | Fantic Racing               | Kalex        | 16   | +49.973   | 26º     |       |
| 21º  | 28 | Izan Guevara            | Asterius GasGas Aspar       | Kalex        | 16   | +51.470   | 27º     |       |
| 22º  | 98 | David Sanchis           | Forward Team                | Forward      | 16   | +1'05.224 | 28º     |       |
| 23º  | 2  | Soichiro Minamimoto     | Correos Prepago Yamaha VR46 | Kalex        | 16   | +1'44.447 | 29º     |       |

### Ritirati
| Nº | Pilota              | Squadra                        | Motocicletta | Giri | Griglia |
| -- | ------------------- | ------------------------------ | ------------ | ---- | ------- |
| 11 | Sergio García       | Pons Wegow Los40               | Kalex        | 9    | 20º     |
| 24 | Marcos Ramírez      | Forward Team                   | Forward      | 8    | 25º     |
| 7  | Barry Baltus        | Fieten Olie Racing GP          | Kalex        | 7    | 12º     |
| 19 | Lorenzo Dalla Porta | Pertamina Mandalika SAG        | Kalex        | 3    | 19º     |
| 3  | Lukas Tulovic       | Liqui Moly Husqvarna Intact GP | Kalex        | 0    | 23º     |

### Non partito
| Nº | Pilota     | Squadra               | Motocicletta | Griglia |
| -- | ---------- | --------------------- | ------------ | ------- |
| 96 | Jake Dixon | Asterius GasGas Aspar | Kalex        | 6º      |

## Moto3

### Arrivati al traguardo
| Pos. | Nº | Pilota             | Squadra                        | Motocicletta  | Giri | Tempo     | Griglia | Punti |
| ---- | -- | ------------------ | ------------------------------ | ------------- | ---- | --------- | ------- | ----- |
| 1º   | 48 | Iván Ortolá        | Angeluss MTA                   | KTM RC 250 GP | 14   | 32'01.062 | 3º      | 25    |
| 2º   | 5  | Jaume Masiá        | Leopard Racing                 | Honda NSF250R | 14   | +0.457    | 1º      | 20    |
| 3º   | 43 | Xavier Artigas     | CFMoto Racing PrüstelGP        | CFMoto        | 14   | +0.558    | 9º      | 16    |
| 4º   | 10 | Diogo Moreira      | MT Helmets - MSI               | KTM RC 250 GP | 14   | +0.567    | 4º      | 13    |
| 5º   | 96 | Daniel Holgado     | Red Bull KTM Tech3             | KTM RC 250 GP | 14   | +0.657    | 5º      | 11    |
| 6º   | 53 | Deniz Öncü         | Red Bull KTM Ajo               | KTM RC 250 GP | 14   | +9.493    | 14º     | 10    |
| 7º   | 38 | David Salvador     | CIP Green Power                | KTM RC 250 GP | 14   | +9.547    | 12º     | 9     |
| 8º   | 80 | David Alonso       | Valresa GasGas Aspar           | Gas Gas       | 14   | +9.663    | 22º     | 8     |
| 9º   | 6  | Ryusei Yamanaka    | Valresa GasGas Aspar           | Gas Gas       | 14   | +9.975    | 7º      | 7     |
| 10º  | 99 | José Antonio Rueda | Red Bull KTM Ajo               | KTM RC 250 GP | 14   | +10.085   | 11º     | 6     |
| 11º  | 27 | Kaito Toba         | SIC58 Squadra Corse            | Honda NSF250R | 14   | +12.430   | 15º     | 5     |
| 12º  | 64 | Mario Aji          | Honda Team Asia                | Honda NSF250R | 14   | +15.789   | 25º     | 4     |
| 13º  | 95 | Collin Veijer      | Liqui Moly Husqvarna Intact GP | Husqvarna     | 14   | +15.967   | 21º     | 3     |
| 14º  | 19 | Scott Ogden        | VisionTrack Racing             | Honda NSF250R | 14   | +16.179   | 23º     | 2     |
| 15º  | 54 | Riccardo Rossi     | SIC58 Squadra Corse            | Honda NSF250R | 14   | +16.214   | 17º     | 1     |
| 16º  | 55 | Romano Fenati      | Rivacold Snipers               | Honda NSF250R | 14   | +23.833   | 13º     |       |
| 17º  | 92 | David Almansa      | CFMoto Racing PrüstelGP        | CFMoto        | 14   | +24.204   | 28º     |       |
| 18º  | 7  | Filippo Farioli    | Red Bull KTM Tech3             | KTM RC 250 GP | 14   | +24.401   | 20º     |       |
| 19º  | 16 | Andrea Migno       | CIP Green Power                | KTM RC 250 GP | 14   | +24.676   | 24º     |       |
| 20º  | 72 | Taiyo Furusato     | Honda Team Asia                | Honda NSF250R | 14   | +24.913   | 19º     |       |
| 21º  | 22 | Ana Carrasco       | Boé Motorsports                | KTM RC 250 GP | 14   | +35.940   | 26º     |       |

### Ritirati
| Nº | Pilota            | Squadra                        | Motocicletta  | Giri | Griglia |
| -- | ----------------- | ------------------------------ | ------------- | ---- | ------- |
| 44 | David Muñoz       | Boé Motorsports                | KTM RC 250 GP | 13   | 16º     |
| 82 | Stefano Nepa      | Angeluss MTA                   | KTM RC 250 GP | 13   | 6º      |
| 71 | Ayumu Sasaki      | Liqui Moly Husqvarna Intact GP | Husqvarna     | 12   | 2º      |
| 18 | Matteo Bertelle   | Rivacold Snipers               | Honda NSF250R | 6    | 8º      |
| 63 | Syarifuddin Azman | MT Helmets - MSI               | KTM RC 250 GP | 5    | 18º     |
| 24 | Tatsuki Suzuki    | Leopard Racing                 | Honda NSF250R | 4    | 10º     |

### Non partito
| Nº | Pilota         | Squadra            | Motocicletta  | Griglia |
| -- | -------------- | ------------------ | ------------- | ------- |
| 70 | Joshua Whatley | VisionTrack Racing | Honda NSF250R | 27º     |